# Apă potabilă

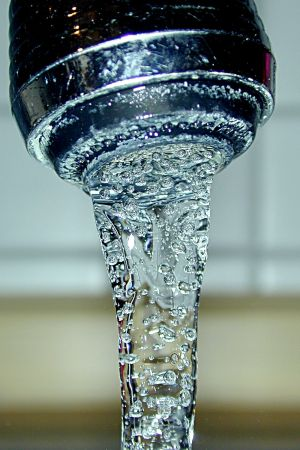
Apă la robinet

Prin apă potabilă se înțelege apa destinată consumului uman. Aceasta poate fi: 
- orice tip de apă în stare naturală sau după tratare, folosită pentru băut, la prepararea hranei ori pentru alte scopuri casnice, indiferent de originea ei și indiferent dacă este furnizată prin rețea de distribuție, din rezervor sau este distribuită în sticle ori în alte recipiente;
- toate tipurile de apă folosită ca sursă în industria alimentară pentru fabricarea, procesarea, conservarea sau comercializarea produselor ori substanțelor destinate consumului uman [1].

În România apă potabilă este definită și reglementată prin Legea nr. 458 din 8 iulie 2002 - privind calitatea apei potabile, completată și modificată prin Legea nr. 311 din 28 iunie 2004.
La nivelul Uniunii Europene, apa potabilă este reglementată prin Directiva 98/83/CE privind calitatea apei destinate consumului uman. 

## Condiții de calitate
Condiții de calitate a apei potabile, în România, sunt reglementate prin STAS 1342 - 91 Apă potabilă.

### Indicatori organoleptici
| Indicatori    | Valori admise | Valori admise excepțional | Metoda de analiză |
| ------------- | ------------- | ------------------------- | ----------------- |
| Miros (grade) | 2             | 2                         | STAS 6324 - 61    |
| Gust (grade)  | 2             | 2                         | STAS 6324 - 61    |

### Indicatori fizici
| Indicatori                                                  | Valori admise | Valori admise excepțional | Metoda de analiză   |
| ----------------------------------------------------------- | ------------- | ------------------------- | ------------------- |
| Concentrația ionilor de hidrogen (pH) (unități pH)          | 6,5 … 7,4     | max. 8,5                  | SR ISO 10523:1997   |
| Conductivitate electrică (μS/cm)                            | 1000          | 3000                      | SR EN 27888         |
| Culoare (grade)                                             | 15            | 30                        | SR EN ISO 7887:2002 |
| Turbiditate (grade sau unități de turbiditate de formazină) | 5             | 10                        | STAS 6323 - 88      |

### Indicatori chimici

#### Indicatori chimici generali
| Indicatori | Valori admise                     | Valori admise excepțional | Metoda de analiză                                                       |
| --- | --------------------------------- | ------------------------- | ----------------------------------------------------------------------- |
| Aluminiu (mg/l) | 0,05                              | 0,2                       | STAS 6326 - 90                                                          |
| Amoniac (mg/l) | 0                                 | 0,5                       | SR ISO 5664:2001                                                        |
| Azotiți (mg/l) | 0                                 | 0,3                       | STAS 3048/2 - 90                                                        |
| Calciu (mg/l) | 100                               | 180                       | STAS 3662 - 62                                                          |
| Clor rezidual (mg/l) La consumator - clor rezidual liber - clor rezidual total La intrarea în rețea - clor rezidual liber - clor rezidual total                  | 0,10 … 0,25 0,10 … 0,28 0,50 0,55 | - -                       | SR EN ISO 7393 - 1:2002 SR EN ISO 7393 - 2:2002 SR EN ISO 7393 - 3:2002 |
| Cloruri (mg/l) | 250                               | 400                       | STAS 3049 - 88                                                          |
| Compuși fenolici distilabili (mg/l) | 0,001                             | 0,002                     | STAS 10266 - 87                                                         |
| Cupru (mg/l) | 0,05                              | 0,1                       | STAS 3224 - 69                                                          |
| Detergenți sintetici, anionici (mg/l) | 0,2                               | 0,5                       | STAS 7576 - 66                                                          |
| Duritate totală (grade germane) | 20                                | 30                        | STAS 3026 - 76                                                          |
| Fier (mg/l) | 0,1                               | 0,3                       | SR ISO 6332:1996                                                        |
| Fosfați (mg/l) | 0,1                               | 0,5                       | STAS 3265 - 86                                                          |
| Magneziu (mg/l) | 50                                | 80                        | STAS 6674 - 77                                                          |
| Mangan (mg/l) | 0,05                              | 0,3                       | SR 8662-1:1997 SR 8662-2:1997 SR ISO 6333:1996                          |
| Oxigen dizolvat (mg/l) | 6                                 | 6                         | STAS 6536 - 87                                                          |
| Reziduu fix (mg/l) min. max. | 100 800                           | 30 1200                   | STAS 3638 - 76                                                          |
| Substanțe organice oxidabile (mg/l) Prin metoda cu permanganat de potasiu: - CCO Mn (O2) - permanganat de potasiu Prin metoda cu dicromat de potasiu CCO Cr (O2) | 2,5 10 3                          | 3,0 12 5                  | STAS 3002 - 85                                                          |
| Sulfați (mg/l) | 200                               | 400                       | STAS 3069 - 87                                                          |
| Sulfuri și hidrogen sulfurat (mg/l) | 0                                 | 0,1                       | SR 7510 SR ISO 10530:1997                                               |
| Zinc (mg/l) | 5                                 | 7                         | STAS 6327 - 81                                                          |

#### Indicatori chimici toxici
| Indicatori | Concentrația admisă | Metoda de analiză                                                                 |
| --- | ------------------- | --------------------------------------------------------------------------------- |
| Amine aromatice (fenil - B - naftaline), (mg/l) | 0                   | STAS 11139 - 78                                                                   |
| Arsen (mg/l) | 0,05                | STAS 7885 - 67                                                                    |
| Azotați (mg/l) | 45                  | SR ISO 7890 - 1:1998 SR ISO 7890-1:1998 SR ISO 7890 - 2:1998 SR ISO 7890 - 3:1998 |
| Cadmiu (mg/l) | 0,005               | STAS ISO 5961 STAS 11184 - 78                                                     |
| Cianuri libere (mg/l) | 0,01                | STAS 10847-77 SR EN ISO 14403:2003                                                |
| Crom (mg/l) | 0,05                | SR ISO 9174:1998                                                                  |
| Fluor (mg/l) | 1,2                 | SR ISO 10359 - 1:2001                                                             |
| Hidrocarburi policiclice aromatice (μg/l) | 0,05                | -                                                                                 |
| Mercur (mg/l) | 0,001               | STAS 10267 - 89                                                                   |
| Nichel (mg/l) | 0,1                 | -                                                                                 |
| Pesticide (insecticide organuclorurate, organofosforice, carbamice, erbicide) (μg/l) - fiecare componentă - suma tuturor componentelor din fiecare clasă | 0,1 0,5             | STAS 12650 - 88                                                                   |
| Plumb (mg/l) | 0,05                | STAS 6362 - 85                                                                    |
| Seleniu (mg/l) | 0,01                | STAS 12663 - 88                                                                   |
| Trihalometani (mg/l) - total - din care cloroform | 0,1 0,03            | STAS 12997-91                                                                     |
| Uraniu natural (mg/l) | 0,021               | STAS 12130 - 82                                                                   |

### Indicatori radioactivi
Valorile maxim admise sunt indicate în STAS 1342 - 91 Apă potabilă, astfel:
- activitatea globală alfa și beta, maxim admisă, care se stabilește în funcție de raportul însumat maxim al radionuclidului radiu 226 alfa radioactiv și al radionuclidului stronțiu 90 beta radioactiv;

Măsurarea activității alfa, respectiv beta, se face în conformitate cu SR ISO 9696:1996, respectiv SR ISO 9697:1996.
- activitatea specifică admisă a fiecărui radionuclid.

Determinarea activității volumice a radionuclizilor se face în conformitate cu SR ISO 1073:2001.

### Indicatori bacteriologici
| Felul apei potabile | Numărul total de bacterii care se dezvoltă la 37 °C/cm3 (UFC/cm3) | Numărul probabil de bacterii celiforme (coliformi totali) /100 cm3 | Numărul probabil de bacterii coliforme termotolerante (coliformi fecali) /100 cm3 | Numărul probabil de streptococi fecali /100 cm3 |
| --- | ----------------------------------------------------------------- | ------------------------------------------------------------------ | --------------------------------------------------------------------------------- | ----------------------------------------------- |
| Apă furnizată de instalații centrale urbane și rurale cu apă dezinfectată - punct de intrare în rețea - punct din rețeaua de distribuție   | sub 20 sub 20                                                     | 0 0                                                                | 0 0                                                                               | 0 0                                             |
| Apă furnizată de instalații centrale urbane și rurale cu apă nedezinfectată - punct de intrare în rețea - punct din rețeaua de distribuție | sub 100 sub 100                                                   | sub 3 sub 3                                                        | 0 0                                                                               | 0 0                                             |
| Apă furnizată din surse locale (fântâni, izvoare, etc.)                                                                                    | sub 300                                                           | sub 10                                                             | sub 2                                                                             | sub 2                                           |

Abrevierea UFC reprezintă unități formatoare de colonii. 
Metodele de analiză se fac în conformitate cu STAS 3001 - 91.

### Indicatori biologici
| Indicatori | Concentrații admise |
| --- | ------------------- |
| Volumul sestonului obținut prin filtrarea prin fileu planctonic (cm3/m3) - în instalații centrale - în instalații centrale | 1 10                |
| Organisme animale, vegetale și particule vizibile cu ochiul liber                                                          | lipsă               |
| Organisme animale microscopice (număr/l)                                                                                   | 20                  |
| Organisme care prin înmulțirea în masă modifică proprietățile organoleptice sau fizice ale apei în 100 l                   | lipsă               |
| Organisme indicatoare de poluare                                                                                           | lipsă               |
| Organisme dăunătoare sănătății: ouă de geohelminți, chisturi de giardia, protozoare intestinale patogene                   | lipsă               |

Metodele de analiză se fac în conformitate cu STAS 6329 - 90.

## Monitorizarea calității apei potabile
În România monitorizarea calității apei potabile trebuie efectuată de către producător, distribuitor și de autoritatea de sănătate publică județeană, respectiv a municipiului București. 
Parametrii de calitate care trebuie monitorizați sunt următorii:
- Aluminiu
- Amoniu
- Bacterii coliforme
- Culoare
- Concentrația ionilor de hidrogen (pH)
- Conductivitate electrică
- Clorul rezidual liber
- Clostridium perfringens
- Escherichia coli
- Fier
- Gust
- Miros
- Nitriți
- Oxidabilitate
- Pseudomonas aeruginosa
- Sulfuri și hidrogen sulfurat
- Turbiditate
- Număr de colonii dezvoltate (22 °C și 37 °C) [1].